# تاکادانوبابا

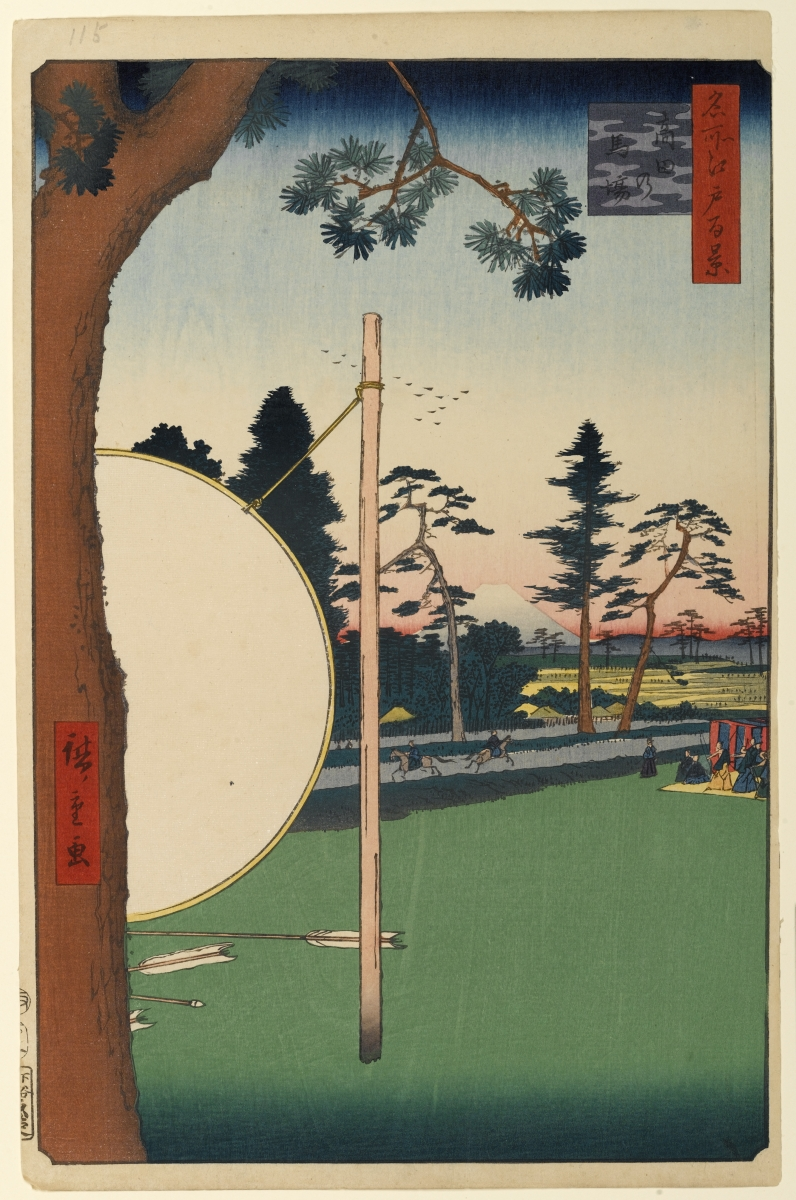
تاکادانوبابا در یکی از تصاویر صد منظره مشهور دوره ادو.

تاکادانوبابا (به ژاپنی: (高田馬場 Takada-no-baba) یکی از محله‌های توکیو پایتخت ژاپن است که در منطقهٔ شینجوکو واقع شده‌است. این محله به ۴ محلهٔ کوچکتر تقسیم می‌شود.

## ایستگاه راه‌آهن
- شرکت راه‌آهن سیبو، خط سیبو-شینجوکو، ایستگاه تاکادانوبابا
- جی آر، خط یامانوته
- متروی توکیو، خط توزایی